# Sherlock Holmes's War of the Worlds
Sherlock Holmes's War of the Worlds is een boek uit 1975 geschreven door Manly Wade Wellman en zijn zoon Wade Wellman. Het boek is een semi-vervolg op H.G. Wells' sciencefictionroman The War of the Worlds.
Het verhaal vertelt de invasie van de Martianen in Engeland vanuit het perspectief van Sherlock Holmes en Dr. Watson (en ook Professor Challenger).
Het was niet de laatste keer dat het personage Sherlock Holmes oog in oog kwam te staan met een bedreiging van Mars. In 1990 verscheen de strip Sherlock Holmes In The Case Of The Missing Martian, geschreven door Doug Murray.